# Badminton bei den Island Games 2001
Bei den Island Games 2001 wurden auf der Isle of Man sechs Badmintonwettbewerbe ausgetragen.

## Medaillengewinner
| Disziplin    | Gold                             | Silber                        | Bronze                           |
| ------------ | -------------------------------- | ----------------------------- | -------------------------------- |
| Herreneinzel | Glenn MacFarlane                 | Frank Bagger                  | Erland Poulsen                   |
| Herreneinzel | Glenn MacFarlane                 | Frank Bagger                  | Mininnguaq Kleist                |
| Dameneinzel  | Kerry Duffin                     | Elena Johnson                 | Sarah Le Moigne                  |
| Dameneinzel  | Kerry Duffin                     | Elena Johnson                 | Helena Nirs                      |
| Herrendoppel | Glenn MacFarlane Paul Le Tocq    | Bror Madsen Frank Bagger      | Gordon Keith Graham Keith        |
| Herrendoppel | Glenn MacFarlane Paul Le Tocq    | Bror Madsen Frank Bagger      | Mininnguaq Kleist Michael Kleist |
| Damendoppel  | Kerry Duffin Krystle Matthews    | Sarah Le Moigne Elena Johnson | Bridget Podger Lisa Hayward      |
| Damendoppel  | Kerry Duffin Krystle Matthews    | Sarah Le Moigne Elena Johnson | Helena Nirs Anneli Gate          |
| Mixed        | Glenn MacFarlane Sarah Le Moigne | Frank Bagger Heidi Skov       | Gordon Keith Zoe Anderson        |
| Mixed        | Glenn MacFarlane Sarah Le Moigne | Frank Bagger Heidi Skov       | Simon Gaines Sharon Nicholson    |
| Team         | Guernsey                         | Jersey                        | Shetland                         |